# Bródy Károly
Bródy Károly (Debrecen, 1896 május 1.– ?) magyarországi zsidó származású francia orvos.

## Életpályája
Bródy Henrik és Geiger Etelka fiaként született. Orvosi tanulmányait a párizsi Sorbonne Egyetemen végezte és Franciaországban telepedett le.
Amikor a nizzai közkórház főorvosa megbetegedett a tanárai a fiatal orvostanhallgatót ajánlották a nizzai kórháznak, a főorvos helyettesítésére.
Orvossá avatása után a Cannes melletti grassei La Brise szanatórium igazgató-főorvosa lett; itt főként helioterápiával és az idegbetegségekkel foglalkozott.
Alapvető és tudományos körökben feltűnést keltett munkája: a tuberkulotikus hashártyagyulladás modern felfogása és kezelése. (Conception moderne de la péritonite tuberculeuse et de son traitement).
Értékes és nagy jelentőségű tudományos munkásságáért a párizsi orvosi akadémia 1928-ban az Argut-díjjal tüntette ki, mely a legnagyobb orvosi kitüntetések egyike, továbbá az Académie de Médecine de Paris laureatusi címmel, 1929-ben pedig az Otterbourg-díjat is megkapta.
Ő volt az első orvos, aki helioterápiás és kvarcfényes kezeléssel gyógyította a tuberkulotikus hashártyagyulladást.
1929-ben a párizsi nemzetközi aktinológiai, 1930-ban a liegei fiziológiai orvoskongresszuson őt bízták meg a francia orvosi tudomány képviseletével, saját napkezelési módszeréről tartott előadása általános elismerésben részesült.
Az 1930-as években Malvina nevű orvosfeleségével  természetes gyógymódokkal, 6-40 napos böjtkúrával, nyers táplálkozással, légzés- és tornagyakorlatokkal, napkúrával gyógyította a "Hélias"  nevű intézetében a betegeit.
1938-ban francia nyelven könyve jelent meg a terápiájáról. Lengyel Miklós író, aki három hónapot töltött a szanatóriumában, a Gyönyörök vezeklői című művében (1939)  az intézetében látott tapasztalatokról, gyógyulásokról számolt be.
1943-ban, miután a német csapatok megszállták a környéket, egy barátjuk bújtatta a zsidó orvosházaspárt és így megmentette az életüket. Később a Jad Vasem intézménye megmentőjüknek a Nemzetek Igaza címet ajándékozta.
Az 1950-es években már valószínűleg Izraelben élt.